# Кудинцево
Кудинцево — село в Льговском районе Курской области России, административный центр Кудинцевского сельсовета.

## География
Расположено на правом берегу реки Сейм (приток Десны).
Железнодорожная станция «Шерекино» расположена на двупутной тепловозной линии Курск — Льгов.
В селе улицы: Ворошилова, Гора, Луговая, Набережная, Новоселовка, Понизовка, Пушкаревка, Садовая, Степановка.
Климат
Кудинцево, как и весь район, расположено в поясе умеренно континентального климата с тёплым летом и относительно тёплой зимой (Dfb в классификации Кёппена).
| Показатель                                                                      | Янв. | Фев. | Март | Апр. | Май  | Июнь | Июль | Авг. | Сен. | Окт. | Нояб. | Дек. | Год  |
| ------------------------------------------------------------------------------- | ---- | ---- | ---- | ---- | ---- | ---- | ---- | ---- | ---- | ---- | ----- | ---- | ---- |
| Средний суточный максимум, °C                                                   | −3,8 | −2,8 | 3,2  | 13,2 | 19,5 | 22,8 | 25,3 | 24,6 | 18,3 | 10,7 | 3,6   | −0,9 | 11,1 |
| Средняя температура, °C                                                         | −5,9 | −5,3 | −0,5 | 8,4  | 14,9 | 18,5 | 21   | 20   | 14,1 | 7,4  | 1,4   | −2,9 | 7,6  |
| Средний суточный минимум, °C                                                    | −8,3 | −8,4 | −4,6 | 3    | 9,2  | 13,2 | 15,9 | 14,9 | 9,9  | 4,1  | −0,9  | −5,1 | 3,6  |
| Норма осадков, мм                                                               | 50   | 44   | 48   | 50   | 63   | 71   | 77   | 54   | 57   | 57   | 48    | 49   | 668  |
| Источник: Погода по месяцам c ru.climate-data.org(дата обращения: Октябрь 2021) |      |      |      |      |      |      |      |      |      |      |       |      |      |

Часовой пояс
Село Кудинцево, как и вся Курская область, находится в часовой зоне МСК (московское время). Смещение применяемого времени относительно UTC составляет +3:00.

## История
Фигурирует в писцовых книгах 1628—1629 годов как деревня Кудинцова. В 1630-х годах в связи со строительством Рождественской церкви обретает статус села.

## Население
| 2002 | 2010 |
| ---- | ---- |
| 670  | ↘521 |

## Инфраструктура
Личное подсобное хозяйство. В селе 335 домов.